# Toosie Slide
«Toosie Slide» es una canción del rapero canadiense Drake de su mixtape comercial Dark Lane Demo Tapes (2020). Escrito junto al productor OZ, fue lanzado como sencillo principal el 3 de abril de 2020 a través de Republic y OVO. La canción lleva el título del influencer de las redes sociales, Toosii, quien previamente había ayudado a que la canción se volviera viral. Se lanzó un video junto con la canción, que muestra a Drake en cuarentena debido a la pandemia de COVID-19. También hace una demostración del baile Toosie Slide en su mansión de Toronto. La canción debutó en el número dieciocho en el Bubbling Under Hot 100 de los Estados Unidos antes de debutar en el número uno en la lista principal de Billboard Hot 100 la semana siguiente, convirtiendo a Drake en el primer artista masculino en lograr tres debuts en el número uno.

## Antecedentes y promoción
El 29 de marzo de 2020, el influencer de las redes sociales Toosie subió un clip que lo muestra a él y a sus amigos haciendo un desafío de baile llamado «Toosie Slide» mientras partes de la canción suenan de fondo. El baile fue descrito como un «'Cha Cha Slide' moderno de DJ Casper» y se volvió viral después de que Toosie, Hiii Key y el dúo de Michigan Ayo & Teo lo presentaran en la aplicación TikTok. Cuando posteriormente se compartió en otras páginas de redes sociales, la gente consideró una posible participación de Drake. Insinuó una liberación inminente y dijo: «Voy a lanzar pronto ya que se están volviendo locos». Luego, Drake recurrió a sus redes sociales el 31 de marzo de 2020 para declarar la canción como suya y reveló que se lanzaría el jueves siguiente a la medianoche, el viernes 3 de abril de 2020. El rapero estadounidense Lil Baby reveló a través de Instagram que Drake lo quería en la canción, llamándose a sí mismo un «tonto» por no enviarle su verso.

## Producción
La canción fue producida por el productor turco-suizo Ozan Yildirim, conocido profesionalmente como OZ, quien previamente colaboró con Travis Scott en «Sicko Mode» de 2018, con Drake. En 2019, volvió a trabajar con Drake en las canciones «Omertà» y «Gold Roses», siendo esta última un sencillo de Rick Ross, con Drake. Justo antes de «Toosie Slide», OZ produjo otra canción con Drake, «Life is Good» de Future. Como ocurre con la mayoría de sus producciones, OZ hace un uso extensivo de hi hats y una caja en «Toosie Slide». La canción también contiene bombo combinado con el coro «melódico» de Drake.

## Composición y letra
Una canción trap, «Toosie Slide» ha sido descrita como un «dulce seductor diseñado para causar revuelo en Internet», que contiene «platillos tartamudos, un par de bombos» y un «conjunto de ritmos elípticos», dejando espacio para las letras de Drake para llamar la atención, que ofrece con «compases melódicos». Líricamente, Drake reflexiona sobre su «presión interior», gritando a sus amigos, coqueteando con sus numerosos admiradores y prometiendo «un caluroso verano de música». También da instrucciones de baile para el baile titular de la canción, rapeando It go right foot up, left foot slide/Left foot up, right foot slide/Basically I'm saying, either way we 'bout to slide, aye («Va con el pie derecho hacia arriba, con el pie izquierdo deslizado/Pie izquierdo arriba, con el pie derecho deslizado/Básicamente digo, de cualquier manera vamos a deslizarnos, sí»). Drake hace numerosas referencias a Michael Jackson a lo largo de la canción. Drake dijo: «Cuando hice esa canción por primera vez, sólo hablaba del moonwalk. Pero Toosie bailó esa mierda, no sabía que iba a ser una canción de baile como esa». La canción ha sido comparada con «Cupid Shuffle» de Cupid, el baile Electric Slide de Richard L. «Ric» Silver, y «Cha Cha Slide» de DJ Casper, que tiene instrucciones de baile similares. Billboard lo llamó el «'Cha Cha Slide' de la generación TikTok».

## Recepción de la crítica
«Toosie Slide» generalmente polarizó a los críticos. Alphonse Pierre de Pitchfork señaló que a pesar de la capacidad de Drake de no necesitar nunca «perseguir un éxito», por primera vez «se siente como si estuviera un paso atrás» y continuó calificando la pista como «una decisión estrictamente comercial». Micah Peters de The Ringer fue muy crítico con la canción, así como con las estrategias de mercadotecnia de Drake, comparándolo con el supervillano de DC Comics, Darkseid. Peters calificó además la producción del productor OZ como «aireada, apenas visible», el hook «equilibrio silábico incómodo» y dijo que «Toosie Slide» se siente marginal de la misma manera que lo hizo «God's Plan», «y sin duda, también caminará hacia núm. 1». Ann Powers de NPR tuvo una idea similar y calificó la canción como «un poco de diversión trivial que probablemente se convertirá en un éxito ineludible gracias a la fuerza de su marketing y su estribillo pegadizo». Por el contrario, Jason Lipshutz de Billboard lo nombró entre los lanzamientos más esenciales de la semana y dijo: «Drake es inteligente al lanzar una moda de baile hecha a sí misma en esta era, pero 'Toosie Slide' también muestra su habilidad para conjurar ganchos y eslóganes. de la nada, lo que le ayudó a ser quien es hoy». Jessica McKinney de Complex también la incluyó como parte de la «Mejor música nueva de la semana», diciendo que la canción no es solo un truco e hizo referencia a la pandemia de COVID-19, afirmando que «vale la pena escucharla cuando conduces por el coche o salir a dar una vuelta rápida por la manzana. Tal vez algún día podamos escucharlo en un club».

## Desempeño comercial
La canción debutó en la cima del Billboard Hot 100 de EE. UU. en la lista del 18 de abril de 2020, convirtiéndose en su octavo sencillo número uno en la lista y convirtiendo a Drake en el primer solista masculino en la historia de las listas de EE. UU. en debutar tres canciones en el número uno.
En el Reino Unido, «Toosie Slide» debutó en el número dos en la UK Singles Chart el 10 de abril de 2020, para la semana que finaliza el 16 de abril de 2020, detrás de «Blinding Lights» de The Weeknd. Después de cinco semanas consecutivas entre los diez primeros de la lista de singles del Reino Unido, «Toosie Slide» alcanzó su punto máximo en la parte superior de la lista el 8 de mayo de 2020, para la semana que finalizó el 14 de mayo de 2020, destronando a «Times Like These» de Live Lounge Allstars de la cima y superando a «Say So» de Doja Cat a la cima de la lista.

## Video musical
El vídeo musical que lo acompaña se lanzó el 3 de abril de 2020 y tiene una duración de 5 minutos y 12 segundos. Fue dirigida por Theo Skudra. Las imágenes muestran de manera destacada a Drake bailando en su mansión en Toronto, apodada «The Embassy», con una máscara y guantes mientras está en cuarentena debido a la pandemia de COVID-19. Simultáneamente demuestra el baile titular de la canción. Al final, se ve al rapero afuera de su casa con un espectáculo de fuegos artificiales en su propiedad. El vídeo también presenta un homenaje al fallecido Kobe Bryant. La coreografía del vídeo fue creada por Toosii, Hiii Key y Ayo & Teo, quienes enviaron el metraje a Drake. Originalmente, se suponía que los bailarines aparecerían en el vídeo. Sin embargo, los planes fueron cancelados debido a la pandemia de COVID-19.

### Sinopsis
El vídeo musical comienza mostrando calles tranquilas y casi desiertas de la ciudad, sin señales de coches, ni de gente moviéndose. Las calles vacías representan la tranquilidad de las ciudades a la luz de los cierres impuestos por los gobiernos de todo el mundo para frenar la propagación del virus COVID-19 entre los ciudadanos. Luego, el video muestra a Drake en una antesala, mostrando sus numerosos premios en vitrinas de trofeos; A través de la puerta, se ve un cuadro del Mao Zedong de Andy Warhol colgado en la pared. Luego, Drake pasa junto a una mesa cubierta con las camisetas de baloncesto que normalmente se le ve usando en la cancha, incluida una adornada con el nombre «Bryant», en honor a la fallecida estrella del baloncesto estadounidense, Kobe Bryant, que había muerto a principios de año en un accidente de helicóptero. el 26 de enero de 2020. Luego, la escena pasa a un vestíbulo, mientras el rapero pasa junto a dos esculturas parpadeantes de «Four Foot Dissected Companion» del artista y diseñador estadounidense KAWS. Luego se ve al rapero sentado en «la isla de cocina más grande [...]» y la cámara se desplaza hacia la larga mesa del comedor. Drake continúa moviéndose a través de habitaciones oscuras donde retratos de héroes «perdidos y distanciados», incluidos Prince, Nas, Tupac y Snoop Dogg, cuelgan de la pared. Baila a través de una puerta hacia el área de la piscina, que cuenta con «iluminación de neón y decoración tipo cabaña». El vídeo concluye con Drake en total oscuridad, «sólo sus zapatillas blancas siendo visibles contra el inquietante cielo negro de Toronto». Después estallan fuegos artificiales y la cámara retrocede para mostrar la totalidad de la propiedad de Drake de 35 000 pies cuadrados y 100 millones de dólares en Toronto.
En el video, se ve a Drake usando una sudadera con capucha y una cazadora bomber Raf Simons Riot Riot Riot Otoño/Invierno 2001 «súper rara», una prenda que Kanye West usó regularmente durante 2014 y 2015. Se ve un piano Bösendorfer, que tiene una portada con el estampado violeta de «flores y calaveras» del artista japonés Takashi Murakami. También hay una toma de lo que parece ser un contrato de grabación, listo para ser firmado en la mesa del comedor de Drake.
Fuentes: 

## Desafío de baile de TikTok
Se han realizado más de 4,5 millones de vídeos en TikTok con la canción, con un total combinado de 7,6 mil millones de visitas hasta julio de 2021. Estos vídeos suelen consistir en usuarios bailando un fragmento de la canción. El hashtag #toosieslide obtuvo más de 5700 millones de visitas. Fue la cuarta canción más popular de TikTok en abril de 2020. La canción alcanzó su punto máximo el 20 de abril de 2020, obteniendo más de 250 millones de visitas en los videos realizados con la canción ese día.

## Créditos y personal
Créditos adaptados de Tidal.
- Aubrey Graham - voz, compositor
- Ozan Yildirim - compositor, producción
- Noah «40» Shebib - mezclador
- Noel Cadastre - asistente de mezcla, ingeniero de grabación
- Chris Athens - ingeniero de masterización

## Listas
| Listas (2020)                           | Posición más alta |
| --------------------------------------- | ----------------- |
| Alemania (Offizielle Deutsche Charts)   | 2                 |
| Australia (ARIA)                        | 3                 |
| Austria (Ö3 Austria Top 40)             | 2                 |
| Bélgica (Flandes) (Ultratop 50)         | 6                 |
| Bélgica (Valonia) (Ultratop 50)         | 7                 |
| Canadá (Canadian Hot 100)               | 2                 |
| Canadá (CHR/Top 40)                     | 5                 |
| Canadá (Hot AC)                         | 21                |
| Dinamarca (Tracklisten)                 | 1                 |
| Estonia (Eesti Tipp-40)                 | 2                 |
| Finlandia (OFC)                         | 4                 |
| Francia (SNEP)                          | 4                 |
| Global 200 (Billboard)                  | 73                |
| Grecia (IFPI)                           | 1                 |
| Hungría (Single Top 40)                 | 9                 |
| Hungría (Stream Top 40)                 | 3                 |
| Islandia (Plötutíðindi)                 | 9                 |
| Irlanda (IRMA)                          | 1                 |
| Israel (Media Forest)                   | 9                 |
| Italia (FIMI)                           | 7                 |
| Lituania (AGATA)                        | 2                 |
| Malasia (RIM)                           | 2                 |
| Mexico Airplay (Billboard)              | 26                |
| Países Bajos (Dutch Top 40)             | 16                |
| Países Bajos (Mega Single Top 100)      | 2                 |
| Nueva Zelanda (Recorded Music NZ)       | 1                 |
| Noruega (VG-lista)                      | 4                 |
| Portugal (AFP)                          | 1                 |
| Rumania (Airplay 100)                   | 43                |
| Escocia (Scottish Singles Sales Chart)  | 13                |
| Singapur (RIAS)                         | 1                 |
| Eslovaquia (Singles Digitál Top 100)    | 5                 |
| España (PROMUSICAE)                     | 39                |
| Suecia (Sverigetopplistan)              | 3                 |
| Suiza (Schweizer Hitparade)             | 2                 |
| Reino Unido (UK Singles Chart)          | 1                 |
| Estados Unidos (Billboard Hot 100)      | 1                 |
| Estados Unidos (Dance/Mix Show Airplay) | 25                |
| Estados Unidos (Hot R&B/Hip-Hop Songs)  | 1                 |
| Estados Unidos (Mainstream Top 40)      | 10                |
| Estados Unidos (Rhythmic)               | 1                 |
| US Rolling Stone Top 100                | 1                 |

| Listas (2020)              | Posición más alta |
| -------------------------- | ----------------- |
| Brasil (Pro-Música Brasil) | 38                |

| Listas (2020)                        | Posición |
| ------------------------------------ | -------- |
| Alemania (Official German Charts)    | 37       |
| Australia (ARIA)                     | 37       |
| Austria (Ö3 Austria Top 40)          | 39       |
| Bélgica (Ultratop Flanders)          | 59       |
| Bélgica (Ultratop Wallonia)          | 40       |
| Canadá (Canadian Hot 100)            | 32       |
| Dinamarca (Tracklisten)              | 44       |
| Francia (SNEP)                       | 65       |
| Hungría (Single Top 40)              | 99       |
| Hungría (Stream Top 40)              | 35       |
| Irlanda (IRMA)                       | 29       |
| Países Bajos (Single Top 100)        | 51       |
| Nueva Zelanda (Recorded Music NZ)    | 49       |
| Suecia (Sverigetopplistan)           | 51       |
| Suiza (Schweizer Hitparade)          | 33       |
| UK Singles (OCC)                     | 25       |
| US Billboard Hot 100                 | 32       |
| US Hot R&B/Hip-Hop Songs (Billboard) | 12       |
| US Mainstream Top 40 (Billboard)     | 49       |
| US Rhythmic (Billboard)              | 16       |

| Listas (2021)  | Posición |
| -------------- | -------- |
| Portugal (AFP) | 197      |

## Historial de lanzamientos
| País           | Fecha              | Formato                    | Sello                           | Ref.   |
| -------------- | ------------------ | -------------------------- | ------------------------------- | ------ |
| Varios         | 3 de abril de 2020 | Descarga digital streaming | Republic OVO                    | [ 91 ] |
| Estados Unidos | 7 de abril de 2020 | Contemporary hit radio     | Cash Money Young Money Republic | [ 92 ] |
| Italia         | 8 de abril de 2020 | Airplay                    | Universal                       | [ 93 ] |